# Empresa de capital abierto

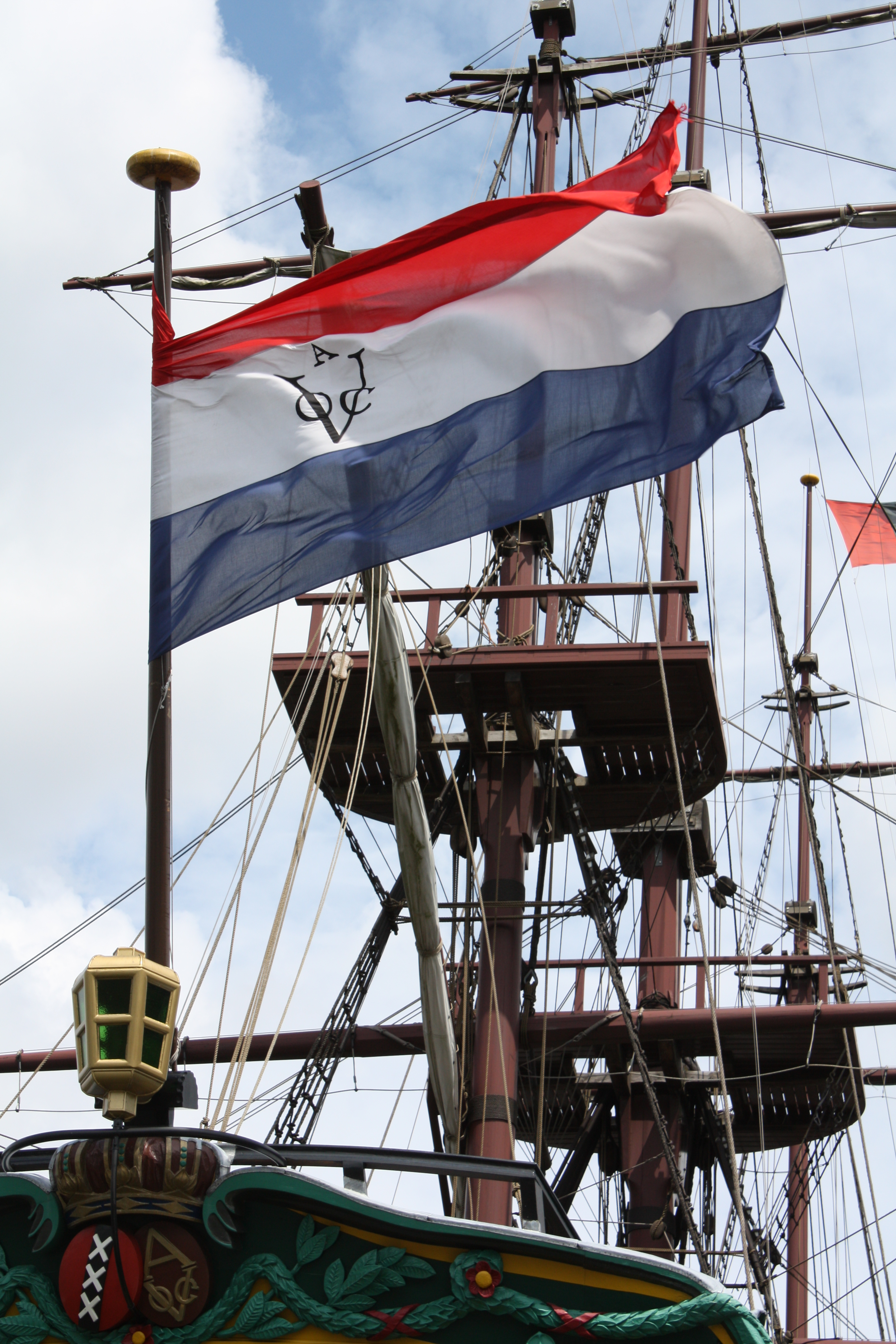
La Compañía de las Indias Orientales fue una de las primeras grandes empresas

Una empresa cotizada, empresa de capital abierto, compañía que cotiza en bolsa,  sociedad anónima de capital abierto o sociedad anónima inscrita de capital abierto es un tipo de empresa autorizada a realizar oferta pública de venta de sus títulos valores (acciones, bonos, etc.) al público, cotizando en el mercado de capitales que funciona en la bolsa de valores o bien, ocasionalmente, a través del mercado extrabursátil. En el derecho hispano es una sociedad anónima que, al realizar oferta pública de sus títulos valores y cotizar en bolsa tiene mayores exigencias legales en cuanto a su funcionamiento y está bajo control de autoridad competente, que las S.A. que no cotizan en bolsa. En algunas jurisdicciones, las empresas públicas de más de un cierto tamaño deben cotizar obligadamente en bolsa. Una empresa de capital abierto al público no se debe confundir con la llamada empresa pública o estatal, que es aquella cuyo propietario es el Estado.
Las empresas de capital abierto se forman dentro de los sistemas legales de naciones particulares, y por lo tanto tienen organismos nacionales de control y designaciones formales a cumplir que son distintas en cada legislación. Si bien la idea general de una sociedad cotizante en bolsa puede ser similar en distintos países, las diferencias son significativas y están en el centro de las disputas de derecho internacional con respecto a la industria y el comercio.

## Historia
A principios del período moderno, los holandeses desarrollaron varios instrumentos financieros y ayudaron a sentar las bases de un sistema financiero moderno. La Compañía Holandesa de las Indias Orientales (VOC) se convirtió en la primera compañía en la historia en emitir bonos y acciones al público en general.  En otras palabras, el VOC fue oficialmente la primera empresa que cotiza en bolsa, porque fue la primera empresa que cotizó en una bolsa oficial. Si bien las ciudades-estado italianas produjeron los primeros bonos del Estado transferibles, no desarrollaron el otro ingrediente necesario para producir un mercado de capitales en toda regla: los accionistas corporativos. Como señala Edward Stringham (2015), "las empresas con acciones transferibles se remontan a la Roma clásica, pero por lo general no eran esfuerzos duraderos y no existía un mercado secundario considerable (Neal, 1997, p. 61)".

## Tendencia general
Durante muchos años, las empresas de nueva creación se mantuvieron en el sector privado, pero realizaron una oferta pública inicial para convertirse en una empresa que cotizaba en bolsa o para ser adquirida por otra empresa si se hacían más grandes y rentables o tenían perspectivas prometedoras. Más raramente, algunas compañías - como la firma de banca de inversión Goldman Sachs y el proveedor de servicios logísticos United Parcel Service (UPS) - optaron por permanecer en manos privadas durante un largo período de tiempo después de su vencimiento para convertirse en una compañía rentable.
Sin embargo, de 1997 a 2012, el número de empresas que cotizan en las bolsas de valores estadounidenses se redujo en un 44%. Según un observador (Gerald F. Davis), "las empresas públicas se han vuelto menos concentradas, menos integradas, menos interconectadas en la cima, de vida más corta, menos remuneradoras para los inversores medios y menos frecuentes desde comienzos del siglo XXI".  Davis argumenta que los cambios tecnológicos como la caída del precio y el aumento de la potencia, la calidad y la flexibilidad de las máquinas de control numérico de los ordenadores y las herramientas digitales más nuevas, como la impresión en 3D, darán lugar a una organización de la producción más pequeña y más local. 

## Financiamiento
En este tipo de sociedad anónima la empresa recurre al ahorro del público en busca de financiamiento (emisión de obligaciones negociables) o  para constituir su capital inicial (constitución por suscripción pública) o para aumentarlo (emisión pública de acciones). Estas se pueden financiar por:
1. Emisión de acciones en la Bolsa de Valores: la empresa emite su valor en la bolsa para ser financiada mediante compra de acciones.
2. Constitución por suscripción pública: la empresa utiliza este método para integrar su capital fundacional, con este procedimiento aparecen los promotores y los fiduciarios.
3. Emisión pública de acciones : la empresa ya constituida por acto único, debe aumentar su capital. Si los accionistas no quieren adquirir estas acciones, entonces las mismas pueden ofrecerse al público. En este caso, la sociedad que nació cerrada, se convertirá en abierta.

En el idioma inglés a este tipo de sociedad se le llama Public company es decir que su capital está abierto al público en general, sin embargo esto puede ser traducido literalmente como Compañía pública, cayendo en una especie de falso amigo , debido a que en el español la palabra pública en sociedades se refiere a que es propiedad del estado.

## Negociación y valoración
Las acciones de una empresa que cotiza en bolsa se negocian a menudo en una bolsa de valores. El valor o "tamaño" de una empresa se denomina capitalización bursátil, término que a menudo se reduce a "capitalización de mercado". Se calcula como el número de acciones en circulación (a diferencia de las autorizadas pero no necesariamente emitidas) multiplicado por el precio por acción. Por ejemplo, una compañía con dos millones de acciones en circulación y un precio por acción de US$40 tiene una capitalización de mercado de US$80 millones. Sin embargo, la capitalización bursátil de una empresa no debe confundirse con el valor justo de mercado de la empresa en su conjunto, ya que el precio por acción está influenciado por otros factores, como el volumen de acciones negociadas. El bajo volumen de operaciones puede provocar precios artificialmente bajos de los valores, debido a la aprensión de los inversores a invertir en una empresa que perciben como posiblemente carente de liquidez.
Por ejemplo, si todos los accionistas trataran simultáneamente de vender sus acciones en el mercado abierto, esto crearía inmediatamente una presión a la baja sobre el precio por el que se negocia la acción, a menos que hubiera un número igual de compradores dispuestos a comprar el título al precio que los vendedores exigen. Por lo tanto, los vendedores tendrían que reducir su precio o decidir no vender. Por lo tanto, el número de operaciones en un período de tiempo determinado, comúnmente conocido como el "volumen", es importante a la hora de determinar hasta qué punto la capitalización bursátil de una empresa refleja el verdadero valor de mercado de la empresa en su conjunto. Cuanto mayor sea el volumen, mayor será la probabilidad de que el valor justo de mercado de la empresa se refleje en su capitalización bursátil.
Otro ejemplo del impacto del volumen en la precisión de la capitalización bursátil es cuando una empresa tiene poca o ninguna actividad comercial y el precio de mercado es simplemente el precio al que tuvo lugar la operación más reciente, que podría ser días o semanas atrás. Esto ocurre cuando no hay compradores dispuestos a comprar los valores al precio ofrecido por los vendedores y no hay vendedores dispuestos a vender al precio que los compradores están dispuestos a pagar. Si bien esto es raro cuando la empresa cotiza en una bolsa de valores importante, no es raro cuando las acciones se negocian en mercados extrabursátiles (OTC). Dado que los compradores y vendedores individuales necesitan incorporar noticias sobre la empresa en sus decisiones de compra, un valor con un desequilibrio de compradores o vendedores puede no sentir el efecto completo de las noticias recientes.